# Hobyo
Koordinaten: 5° 21′ N, 48° 32′ O
Hobyo (auch Hobya oder Obbia geschrieben) ist eine Stadt in Somalia mit etwa 12.000 Einwohnern. Sie liegt am Indischen Ozean in der Region Mudug, die Teil des faktisch autonomen Puntland ist.

## Geschichte
Der Name Hobyo bedeutet etwa „Ort, wo es Wasser gibt“; der Ort ist durch Brunnen ausreichend mit Wasser versorgt, was in dieser Weltregion eine Seltenheit ist. Aus diesem Grund wurde Hobyo ab dem 7. Jahrhundert zur Zwischenstation für Karawanen und Seefahrer und für Muslime auf der Pilgerreise nach Mekka. Durch den See- und Landverkehr stieg es zum Handelszentrum auf und stellte hierbei bald Opone (das heutige Hafun) in den Schatten. Die Menschen in und um Hobyo bauten Hirse und Bohnen an und hielten Vieh; Produkte aus der Viehzucht, Rosinen und Dufthölzer wurden exportiert, Reis, Kleidung u. a. hingegen importiert. Händler, die exotische Produkte suchten, konnten in Hobyo Textilien, Edelmetalle und Perlen erwerben. Die Stadt wurde zum Handelszentrum des Ajuran-Staates und ab 1878 Zentrum eines der Majerteen-Sultanate.
Sultan Yusuf Ali Kenaadiid unterstellte sich 1885 zunächst deutschem Schutz, 1888 dann italienischem Protektorat. Nach seiner Eingliederung in die Kolonie Italienisch-Somaliland 1926 verlor Hobyo an Bedeutung, da sich die Handelsrouten in das weiter südlich gelegene Mogadischu verlagerten. Viele Bewohner verließen in der Folge die Stadt und zogen nach Mogadischu.
Am 16. August 2006 wurde Hobyo von der Union islamischer Gerichte eingenommen.
Am 18. November 2008 wurde bekannt, dass somalische Piraten nach der Kaperung des Supertankers Sirius Star in der Nähe von Hobyo vor Anker gegangen sind. In anderen Berichten wurden jedoch auch die Gewässer vor der Stadt Harardheere genannt.

## Trivia
Die Stadt ist Namensgeber der Obbialerche. Das Typusexemplar, das Harry Witherby für die wissenschaftliche Erstbeschreibung dieser Lerchenart nutzte, wurde in der Nähe dieser Stadt gesammelt.

## Söhne und Töchter der Stadt
- Mohamed Hussein Roble (* 1963), Premierminister von Somalia

## Film
- Unter Piraten - Antonia Rados auf den Spuren der somalischen Seeräuber, Reportage von Antonia Rados, 2010[4]

## Einzelbelege
1. ↑  bevölkerungsstatistik.de (2006)
2. ↑  FAZ v. 19. November 2008: Entführungen gehen weiter - mittlerweile 18 Schiffe gekapert
3. ↑  Rudolf Pätzold: Kompendium der Lerchen. Alle Lerchen unserer Erde. Jan-Schimkat-Medienpublikation, Dresden 2003, ISBN 3-00-011219-7. S. 293
4. ↑  http://www.gong.de/sendungsdetails/767179/unter-piraten-antonia-rados-auf-den-spuren-der-somalischen-seeraeuber.html@1@2Vorlage:Toter+Link/www.gong.de+(Seite+nicht+mehr+abrufbar,+festgestellt+im+April+2018.+Suche+in+Webarchiven) Datei:Pictogram+voting+info.svg Info:+Der+Link+wurde+automatisch+als+defekt+markiert.+Bitte+prüfe+den+Link+gemäß+Anleitung+und+entferne+dann+diesen+Hinweis., abgerufen am 7. November 2010